# Lặn tại Đại hội Thể thao Đông Nam Á 2023
Lặn là một trong những nội dung được tranh tài tại Đại hội Thể thao Đông Nam Á 2023 ở Campuchia, dự kiến sẽ được tổ chức từ ngày 12 đến 14 tháng 05 năm 2023 tại Trung tâm Thể thao dưới nước Quốc gia Morodok Techo ở thành phố Phnôm Pênh. Đây là một trong bốn môn thể thao dưới nước tại Sea Games 32, cùng với Bơi lội, Nhảy cầu và Bóng nước.

## Địa điểm
| Phnôm Pênh                                          |
| --------------------------------------------------- |
| Trung tâm Thể thao dưới nước Quốc gia Morodok Techo |
| Sức chứa: 3.000                                     |
|                                                     |

## Nội dung thi đấu
Nội dung thi đấu môn lặn bao gồm 13 cự ly: 
- 50m chân vịt nam, nữ
- 100m chân vịt nam, nữ
- 200m chân vịt nam, nữ
- 400m chân vịt nam, nữ
- 50m vòi hơi chân vịt nam, nữ
- 100m vòi hơi chân vịt nam, nữ
- 200m vòi hơi chân vịt nam, nữ
- 400m vòi hơi chân vịt nam, nữ
- 800m vòi hơi chân vịt nam, nữ
- 4 x 100m vòi hơi chân vịt nam, nữ
- 4 x 200m vòi hơi chân vịt nam, nữ
- 4 x 50m vòi hơi chân vịt hỗn hợp nam nữ
- 4 x 100m chân vịt hỗn hợp nam nữ

## Chương trình thi đấu
| Ngày                        | Thời gian | Số thứ tự                | Nội dung         |
| --------------------------- | --------- | ------------------------ | ---------------- |
| Ngày 1 - Vòng loại từ 9:00  | TBA       | 101                      | 100m VHCV nam    |
| Ngày 1 - Vòng loại từ 9:00  | TBA       | 102                      | 100m VHCV nữ     |
| Ngày 1 - Vòng loại từ 9:00  | TBA       | 103                      | 100m CVĐ nam     |
| Ngày 1 - Vòng loại từ 9:00  | TBA       | 104                      | 100m CVĐ nữ      |
| Ngày 1 - Vòng loại từ 9:00  | TBA       | 105                      | 800m VHCV nam    |
| Ngày 1 - Vòng loại từ 9:00  | TBA       | 106                      | 4x100 CVĐ Nam Nữ |
| Ngày 1 - Vòng loại từ 9:00  | TBA       | 107                      | 4x200 VHCV nữ    |
| Ngày 1 - Vòng loại từ 9:00  | TBA       | 108                      | 4x200 VHCV nam   |
| Ngày 1 - Chung kết từ 18:00 | TBA       | 101                      | 100m VHCV nam    |
| Ngày 1 - Chung kết từ 18:00 | TBA       | 102                      | 100m VHCV nữ     |
| Ngày 1 - Chung kết từ 18:00 | TBA       | Trao huy chương 101      |                  |
| Ngày 1 - Chung kết từ 18:00 | TBA       | 103                      | 100m CVĐ nam     |
| Ngày 1 - Chung kết từ 18:00 | TBA       | Trao huy chương 102      |                  |
| Ngày 1 - Chung kết từ 18:00 | TBA       | 104                      | 100m CVĐ nữ      |
| Ngày 1 - Chung kết từ 18:00 | TBA       | Trao huy chương 103      |                  |
| Ngày 1 - Chung kết từ 18:00 | TBA       | 105                      | 800m VHCV nam    |
| Ngày 1 - Chung kết từ 18:00 | TBA       | Trao huy chương 104      |                  |
| Ngày 1 - Chung kết từ 18:00 | TBA       | 106                      | 4x100 CVĐ Nam Nữ |
| Ngày 1 - Chung kết từ 18:00 | TBA       | Trao huy chương 105      |                  |
| Ngày 1 - Chung kết từ 18:00 | TBA       | 107                      | 4x200 VHCV nữ    |
| Ngày 1 - Chung kết từ 18:00 | TBA       | Trao huy chương 106      |                  |
| Ngày 1 - Chung kết từ 18:00 | TBA       | 108                      | 4x200 VHCV nam   |
| Ngày 1 - Chung kết từ 18:00 | TBA       | Trao huy chương 107, 108 |                  |
| Ngày 2 - Vòng loại từ 9:00  | TBA       | 201                      | 50m VHCV nam     |
| Ngày 2 - Vòng loại từ 9:00  | TBA       | 202                      | 50m VHCV nữ      |
| Ngày 2 - Vòng loại từ 9:00  | TBA       | 203                      | 400m VHCV nam    |
| Ngày 2 - Vòng loại từ 9:00  | TBA       | 204                      | 400m VHCV nữ     |

## Các quốc gia tham dự
- Brunei
- Campuchia
- Indonesia
- Lào
- Malaysia
- Myanmar
- Philippines
- Singapore
- Thái Lan
- Đông Timor
- Việt Nam

## Bảng tổng sắp huy chương
| Hạng               | Đoàn               | Vàng | Bạc | Đồng | Tổng số |
| ------------------ | ------------------ | ---- | --- | ---- | ------- |
| 1                  | Việt Nam           | 14   | 11  | 4    | 29      |
| 2                  | Indonesia          | 6    | 10  | 5    | 21      |
| 3                  | Thái Lan           | 2    | 1   | 10   | 13      |
| 4                  | Campuchia          | 2    | 1   | 4    | 7       |
| 5                  | Philippines        | 0    | 1   | 0    | 1       |
| 6                  | Malaysia           | 0    | 0   | 1    | 1       |
| Tổng số (6 đơn vị) | Tổng số (6 đơn vị) | 24   | 24  | 24   | 72      |

## Danh sách huy chương

### Nam
| Nội dung                  | Vàng                                                                            | Bạc | Đồng                                                                                       |
| ------------------------- | ------------------------------------------------------------------------------- | --- | ------------------------------------------------------------------------------------------ |
| 50m chân vịt              | Wuthiphat Sa-nguanwong · Thái Lan                                               | Harvey Hubert Hutasuhut · Indonesia                                                                            | Chris Chew Vi Min · Malaysia                                                               |
| 100m chân vịt             | Harvey Hubert Hutasuhut · Indonesia                                             | Vũ Đặng Nhật Nam · Việt Nam                                                                                    | Geargchai Rutnosot · Thái Lan                                                              |
| 200m chân vịt             | Vũ Đặng Nhật Nam · Việt Nam                                                     | Nguyễn Lê Truyền Đạt · Việt Nam                                                                                | Surabordee Sangkaew · Thái Lan                                                             |
| 400m chân vịt             | Vũ Đặng Nhật Nam · Việt Nam                                                     | Nguyễn Lê Truyền Đạt · Việt Nam                                                                                | Kaiser Hansel Putra Franciscus · Indonesia                                                 |
| 50m vòi hơi chân vịt      | Wahyu Anggoro Tamtomo · Indonesia                                               | Nguyễn Thành Lộc · Việt Nam                                                                                    | Khet Chamnanwat · Thái Lan                                                                 |
| 100m vòi hơi chân vịt     | Nguyễn Thành Lộc · Việt Nam                                                     | Đỗ Đình Toàn · Việt Nam                                                                                        | Khet Chamnanwat · Thái Lan                                                                 |
| 200m vòi hơi chân vịt     | Wuthiphat Sa-nguanwong · Thái Lan                                               | Lim Sokwadthanon · Campuchia                                                                                   | Toun Tithsatya · Campuchia                                                                 |
| 400m vòi hơi chân vịt     | Kim Anh Kiệt · Việt Nam                                                         | Nguyễn Trọng Dũng · Việt Nam                                                                                   | Muhammad Amirullah Al Farizi · Indonesia                                                   |
| 800m vòi hơi chân vịt     | Nguyễn Trọng Dũng · Việt Nam                                                    | Paphonpach Wongaek · Thái Lan                                                                                  | Natthaphol Tanprawat · Thái Lan                                                            |
| 4 × 100m vòi hơi chân vịt | Việt Nam · Đặng Đức Mạnh · Đỗ Đình Toàn · Nguyễn Thành Lộc · Nguyễn Tiến Đạt    | Indonesia · Bima Dea Sakti Antono · Dio Novandra Wibawa · Muhammad Amirullah Al Farizi · Petrol Apostle Kambey | Thái Lan · Katamat Autapao · Khet Chamnanwat · Papnonpach Wongaek · Wuthiphat Sa-Nguanwong |
| 4 × 200m vòi hơi chân vịt | Việt Nam · Đặng Đức Mạnh · Đỗ Đình Toàn · Nguyễn Khang Dũng · Nguyễn Trọng Dũng | Indonesia · Bima Dea Sakti Antono · Dio Novandra Wibawa · Muhammad Amirullah Al Farizi · Petrol Apostle Kambey | Campuchia · Chhom Chanthon · Lim Keouodom · Lim Sokwadthanoon · Toun Tithsatya             |

### Nữ
| Nội dung                  | Vàng                                                                          | Bạc | Đồng                                                                                               |
| ------------------------- | ----------------------------------------------------------------------------- | --- | -------------------------------------------------------------------------------------------------- |
| 50m chân vịt              | Nguyễn Thị Thảo · Việt Nam                                                    | Lê Thị Thanh Vân · Việt Nam                                                                                         | Ressa Kania Dewi · Indonesia                                                                       |
| 100m chân vịt             | Lê Thị Thanh Vân · Việt Nam                                                   | Ressa Kania Dewi · Indonesia                                                                                        | Nguyễn Thị Thảo · Việt Nam                                                                         |
| 200m chân vịt             | Kaing Muynin · Campuchia                                                      | Alexi Cabayaran · Philippines                                                                                       | Kheun Bunpichmorakat · Campuchia                                                                   |
| 400m chân vịt             | Kaing Muynin · Campuchia                                                      | Raqiel Azzahra · Indonesia                                                                                          | Kheun Bunpichmorakat · Campuchia                                                                   |
| 50m vòi hơi chân vịt      | Janis Rosalita Suprianto · Indonesia                                          | Cao Thị Duyên · Việt Nam                                                                                            | Phạm Thị Thu · Việt Nam                                                                            |
| 100m vòi hơi chân vịt     | Janis Rosalita Suprianto · Indonesia                                          | Cao Thị Duyên · Việt Nam                                                                                            | Phạm Thị Thu · Việt Nam                                                                            |
| 200m vòi hơi chân vịt     | Janis Rosalita Suprianto · Indonesia                                          | Đặng Thị Vương · Việt Nam                                                                                           | Katherina Eda Rahayu · Indonesia                                                                   |
| 400m vòi hơi chân vịt     | Nguyễn Trần San San · Việt Nam                                                | Oza Peby Mulyani · Indonesia                                                                                        | Phạm Thị Hồng Điệp · Việt Nam                                                                      |
| 800m vòi hơi chân vịt     | Nguyễn Trần San San · Việt Nam                                                | Oza Peby Mulyani · Indonesia                                                                                        | Andhini Muthia Maulida · Indonesia                                                                 |
| 4 × 100m vòi hơi chân vịt | Việt Nam · Cao Thị Duyên · Đặng Thị Vương · Trần Phương Nhi · Phạm Thị Thu    | Indonesia · Andhini Muthia Maulida · Janis Rosalita Suprianto · Katherina Eda Rahayu · Vania Elvira Elent Rahmadani | Thái Lan · Nusanee Chandaeng · Warunee Intaraprasat · Juthamas Sutthison · Nuchwara Vichaksanapong |
| 4 × 200m vòi hơi chân vịt | Việt Nam · Cao Thị Duyên · Đặng Thị Vương · Nguyễn Hoài Thương · Phạm Thị Thu | Indonesia · Andhini Muthia Maulida · Janis Rosalita Suprianto · Katherina Eda Rahayu · Vania Elvira Elent Rahmadani | Thái Lan · Nusanee Chandaeng · Warunee Intaraprasat · Juthamas Sutthison · Nuchwara Vichaksanapong |

### Hỗn hợp
| Nội dung                 | Vàng | Bạc | Đồng                                                                                          |
| ------------------------ | --- | --- | --------------------------------------------------------------------------------------------- |
| 4 × 100m chân vịt        | Indonesia · Harvey Hubert Hutasuhut · Josephine Christabel Suryanto · Kaisar Hansel Putra Franciscus · Ressa Kania Dewi | Việt Nam · Lê Thị Thanh Vân · Nguyễn Thị Thảo · Vũ Đặng Nhật Nam · Vũ Văn Bắc                                       | Thái Lan · Nusanee Chandaeng · Phanuphong Jarassri · Geargchai Rutnosot · Juthamas Sutthison  |
| 4 × 50m vòi hơi chân vịt | Việt Nam · Cao Thị Duyên · Đỗ Đình Toàn · Nguyễn Thành Lộc · Phạm Thị Thu                                               | Indonesia · Janis Rosalita Suprianto · Petrol Apostle Kambey · Vania Elvira Elent Rahmadani · Wahyu Anggoro Tamtomo | Thái Lan · Katamat Autapao · Khet Chamnanwat · Warunee Intaraprasat · Nuchwara Vichaksanapong |